# إنتربرايز (نيفادا)
إنتربرايز هي بلدة غير مدرجة ومكان مخصص للتعداد وجزء من بلدية لاس فيغاس في مقاطعة كلارك في ولاية نيفادا الأمريكية، وهي تقع جنوب مدينة لاس فيغاس. بلغ عدد السكان 108,481 نسمة في تعداد عام 2010،  مقابل 14,676 نسمة في تعداد عام 2000.  وبصفتها بلدة غير مدرجة، تتم إدارة شؤونها من قبل لجنة مقاطعة كلارك مع مدخلات من مجلس بلدة إنتربرايز الاستشاري. تأسست بلدة إنتربرايز في ديسمبر 1996. 